# Acrogenospora sphaerocephala
Acrogenospora sphaerocephala är en svampart som först beskrevs av Berk. & Broome, och fick sitt nu gällande namn av M.B. Ellis 1971. Acrogenospora sphaerocephala ingår i släktet Acrogenospora och familjen Hysteriaceae.   Inga underarter finns listade i Catalogue of Life.